# 新合村 (栃木県)
新合村（しんごうむら）は栃木県の南西部、安蘇郡に属していた村である。

## 地理
- 河川：彦間川、閑馬川

## 歴史
- 1889年（明治22年）4月1日 町村制施行により、山形村、梅薗村、閑馬村、下彦間村が合併し新合村が成立する。
- 1956年（昭和31年）9月30日 飛駒村とともに田沼町へ編入する。
- 2005年（平成17年）2月28日 田沼町が（旧）佐野市、葛生町と合併し佐野市を新設する。

## 行政
- 新合村長

| 代 | 氏名       | 就任                      | 退任                       | 備考 |
| -- | ---------- | ------------------------- | -------------------------- | ---- |
| 1  | 栗原源蔵   | 1889年（明治22年）5月20日 | 1894年（明治27年）5月19日  |      |
| 2  | 岩上恒二郎 | 1895年（明治28年）2月2日  | 1923年（大正12年）12月16日 |      |
| 3  | 岩下清四郎 | 1924年（大正13年）1月10日 | 1929年（昭和4年）3月9日    |      |
| 4  | 川田嘉市郎 | 1929年（昭和4年）4月10日  | 1941年（昭和16年）4月9日   |      |
| 5  | 田中茂平   | 1941年（昭和16年）4月10日 | 1945年（昭和20年）4月9日   |      |
| 6  | 小林正作   | 1945年（昭和20年）4月10日 | 1946年（昭和21年）1月27日  |      |
| 7  | 斉藤恒吉   | 1946年（昭和21年）5月10日 | 1947年（昭和22年）4月5日   |      |
| 8  | 青木利吉   | 1947年（昭和22年）4月5日  | 1951年（昭和26年）4月4日   |      |
| 9  | 青木利吉   | 1951年（昭和26年）4月22日 | 1955年（昭和30年）4月29日  |      |
| 10 | 桑子幸一郎 | 1955年（昭和30年）5月1日  | 1956年（昭和31年）9月29日  |      |

出典:『栃木県町村合併誌 第五巻』, p. 317